# Proserpine (Lully)
Pour les articles homonymes, voir Proserpine (homonymie).
Proserpine une tragédie en musique composée par Jean-Baptiste Lully sur un livret de Philippe Quinault. Elle est créée à Saint-Germain-en-Laye le 3 février 1680, puis à Paris le 16 novembre de la même année.

## Personnages

### Prologue
- La Paix
- La Félicité
- L'Abondance
- La Discorde
- La Victoire

### Tragédie
- Cérès
- Cyané, nymphe de Sicile, confidente de Cérès
- Crinise, dieu du fleuve de Sicile
- Mercure
- Aréthuse, nymphe aimée d'Alphée
- Alphée, dieu du fleuve, amant d'Aréthuse
- Proserpine, fille de Cérès et de Jupiter
- Pluton
- Ascalaphe, fils du fleuve Achéron et confident de Pluton
- Jupiter
- Les Furies
- Une ombre heureuse

## Argument

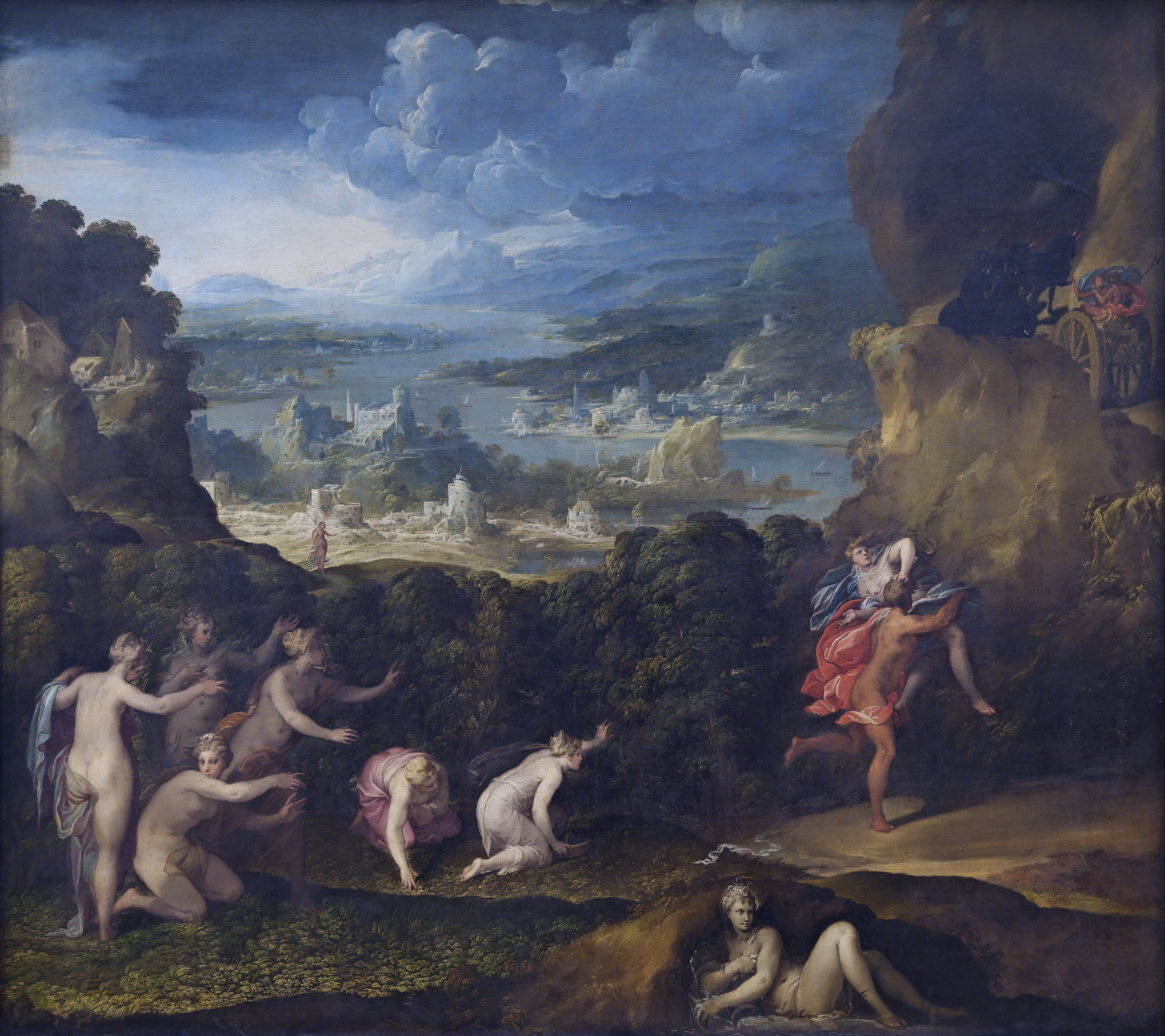
L'enlèvement de Proserpine

L'action se situe peu après la victoire de Jupiter sur les Géants. Il est en particulier fait allusion à Typhée dans le livret.

### Acte I
Le théâtre représente le palais de Cérès, près du mont Aetna.
(scène 1) Alors que Cérès se plaint que Jupiter la délaisse, (scène 2) Mercure lui dit que le maître des dieux lui demande de rendre la Phrygie fertile. Cérès accepte donc de quitter la Sicile, (scène 3) et laisse sa fille, Proserpine, entre les mains d'Aréthuse. Cette dernière lui apprend qu'elle est aimée d'Alphée, mais affirme ne pas l'aimer. (scène 4) Dans un monologue, elle avoue être troublée,(scène 5) mais Alphée arrive et lui annonce que l'objet de son amour est changé, et qu'il aime désormais Proserpine. (scène 6) L'acte s'achève sur une déploration du départ de Cérès, (scène 7) une célébration de la puissance de Jupiter ; (scène 8) une partie du palais de Cérès s'écroule,
Proserpine n'apparaît qu'à la fin de l'acte.

### Acte II
Le théâtre représente les jardins de Cérès.
(scène 1) Alphée avoue à Crinise qu'il aime toujours Aréthuse, (scène 2) mais la venue d'Ascalaphe lui apprend qu'il a un rival. Ce dernier annonce la venue prochaine de Pluton. (scène 3) Alphée plaint son malheur, (scène 4) quand apparaît Aréthuse. Tous deux croient que leur amour n'est pas réciproque. (scène 5) Mais quand Ascalaphe revient, Aréthuse lui reproche de s'être attribué son cœur sans son consentement. (scène 6) Pluton entre en scène, et demande à Aréthuse de faire venir Proserpine : (scène 7) il avoue à Ascalaphe qu'il en est amoureux. (scène 8) À la faveur d'une fête pastorale, (scène 9) Pluton enlève Proserpine, en menaçant les nymphes présentes de perdre la parole si elles apprennent à Cérès ce qui s'est passé.

### Acte III
Le théâtre représente le mont Aetna en flammes.
(scène 1) Tandis qu'on appelle Proserpine, (scène 2) Aréthuse veut aller la chercher aux Enfers, Alphée veut la suivre, et ils s'avouent leur amour. (scène 3) Annoncée par un chœur, (scènes 4-5) Cérès revient et demande à voir sa fille. (scène 6) Cyané tente de révéler l'enlèvement, mais elle perd sa voix et est transformée en fontaine. (scènes 7-8) Cérès, dans sa fureur, brûle les champs et les campagnes.

### Acte IV
Le théâtre représente les Champs-Elysées, aux Enfers.
(scène 1) Des ombres heureuses célèbrent leur bonheur ; (scène 2) seule Proserpine est malheureuse, car sa mère lui manque. Ascalaphe lui vante pourtant les mérites de Pluton. (scène 3) Surviennent Alphée et Aréthuse qui veulent ramener Proserpine à sa mère : Ascalaphe leur apprend qu'elle a mangé d'un fruit infernal, et doit donc rester aux Enfers. (scène 4) Pluton, seul avec Proserpine, tente de la séduire, en vain. (scène 5) Il ordonne que les Enfers soient en fête, en l'honneur de son amante.

### Acte V
Le théâtre représente le Palais de Pluton.
(scène 1) Pluton affirme qu'il ne se laissera pas enlever Proserpine, et s'assure le soutien des Enfers entiers.
Le théâtre change et représente une solitude.
(scène 2) Alors que Cérès pleure l'absence de sa fille, (scène 3) des divinités infernales font irruption sur scène. (scène 4) Alphée et Aréthuse viennent apprendre à Cérès que c'est Pluton qui a enlevé Proserpine, et qu'il va paraître. (scène 5) Mercure vient annoncer que Cérès et Pluton seront satisfaits tous deux, et que Jupiter va paraître. (scène 6) Jupiter descend du ciel, Pluton surgit de l'Enfer. Jupiter a décidé que Proserpine épouserait Pluton, et passerait la moitié de l'année auprès de son époux, l'autre auprès de sa mère. Un chœur célèbre la grandeur de Jupiter.

## Remarques
- Bien que l'opéra s'appelle Proserpine, c'est Cérès qui en est le personnage principal.
- Mme de Sévigné jugeait que Proserpine était "au-dessus de tous les autres" opéras.
- Le compositeur italien Giovanni Paisiello a repris le livret de Quinault pour composer sa version de l'opera Proserpine.
- Favart a composé une parodie de Proserpine, sous le titre de Pétrine.
- Hervé Niquet a re-créé cette œuvre en 2006, et l'a enregistrée. Le cd est paru chez Glossa en mai 2008.
- Camille Saint-Saëns a composé un drame lyrique, Proserpine en 1887 sur un livret de Louis Gallet (révisé en 1889)

## Sources
- Le livret de l'opéra, tel qu'il est présenté sur le Site Lully et sur Gallica.